# 伊塞克湖鱥
伊塞克湖鱥（学名：Phoxinus issykkulensis）为輻鰭魚綱鯉形目雅羅魚科的一個種，分布於亞洲吉尔吉斯斯坦伊塞克湖，體長可達4.5公分，棲息在底中層水域，生活習性不明。

## 扩展阅读
維基物種上的相關：伊塞克湖鱥